# Supercoupe d'Afrique masculine de handball
La Supercoupe d'Afrique de masculine de handball est une compétition internationale de clubs masculins de handball du continent africain. Elle se déroule en une journée entre le vainqueur de la Ligue des champions et le vainqueur de la Coupe des coupes.
La compétition est communément appelée Supercoupe Babacar Fall.
Le vainqueur est qualifié à la Coupe du monde des clubs de handball.

## Histoire
Cette compétition naquit dans des circonstances un peu particulières, car ce fut à la suite d'un drame qu'elle fut créée. En effet, le président de la Confédération africaine de handball (CAHB) dans les années 1990, Babacar Fall, décéda en 1994. Il était très estimé et apprécié en Afrique, mais aussi au sein de la Fédération internationale de handball (IHF). Monsieur Babacar Fall s'impliqua activement dans le développement du handball africain. Afin de commémorer sa mémoire, cette compétition fut donc mise en place la première fois en 1994 et porte son nom.
La première édition en 1994 s'est déroulée à Dakar au Sénégal et a été organisée conjointement par l'IHF et la CAHB .
Elle a vu la victoire du club de handball algérien le MC Alger face à une sélection sénégalaise de Dakar, à la suite du refus de participation du club égyptien de handball le Al Ahly du Caire.

## Palmarès
| Édition  | Date             | Lieu                  | Vainqueur          | Finaliste                 | Score        |
| -------- | ---------------- | --------------------- | ------------------ | ------------------------- | ------------ |
| 1re      | 8 juin 1994      | Dakar                 | MC Alger           | Sélection de Dakar        | 22-18        |
| 2e       | 9 juillet 1995   | Brazzaville           | MC Alger           | Petrosport                | 24-19        |
| 3e       | 7 juin 1996      | Alger                 | MC Alger           | MM Batna                  | 18-16        |
| 4e       | 15 juin 1997     | Kano                  | MC Alger           | FAP Yaoundé               | 26-17        |
| 5e       | 10 décembre 1998 | Niamey                | MC Alger           | FAP ou Minuh ?[pas clair] | 28-20        |
| 6e       | 16 décembre 1999 | Cotonou               | MC Alger           | Pélican Cotonou           | 22-15        |
| 7e       | 2000             | Non disputée          | Non disputée       | Non disputée              | Non disputée |
| 8e       | 2001             | Libreville            | FAP Yaoundé        | MC Alger                  | forfait      |
| 9e       | 2002             | Libreville            | Zamalek SC         | Club africain             | 25-23        |
| 10e      | 2003             | Cotonou               | Primeiro de Agosto | Minuh de Yaoundé          | 32-26        |
| 11e      | 2004             | Tunis et Alger        | MC Alger           | ES Tunis                  | 45-44        |
| 12e      | 2005             | Tunis et Alger        | MC Alger           | Club africain             | 55-50        |
| 13e      | 2006             | Alger et Tunis        | MC Alger           | Club africain             | 41-37        |
| 14e      | 2007             | Non disputée          | Non disputée       | Non disputée              | Non disputée |
| 15e      | 2008             | Non disputée          | Non disputée       | Non disputée              | Non disputée |
| 16e      | 2009             | Non disputée          | Non disputée       | Non disputée              | Non disputée |
| 17e      | 2010             | Ouagadougou           | Zamalek SC         | GS Pétroliers             | 28-27        |
| 18e      | 2011             | Yaoundé               | Zamalek SC         | ES Sahel                  | 25-21        |
| 19e      | 2012             | Nabeul                | Zamalek SC         | FAP Yaoundé               | 32-18        |
| 20e      | 2013             | Sousse                | ES Sahel           | Al Ahly                   | 28-25        |
| 21e      | 2014             | Oyo                   | ES Tunis           | Al Ahly                   | 21-20        |
| 22e (en) | 2015             | Libreville            | Club africain      | ES Tunis                  | 26-22        |
| 23e (en) | 2016             | El Aïoun Sidi Mellouk | ES Tunis           | Zamalek SC                | 33-32        |
| 24e (en) | 2017             | Agadir                | Al Ahly            | Zamalek SC                | 29-23        |
| 25e (en) | 2018             | Le Caire              | Zamalek SC         | Al Ahly                   | 21-20        |
| 26e (en) | 2019             | Oujda                 | Zamalek SC         | Al Ahly                   | 38-35ap      |
| 27e      | 2020             | Non disputée          | Non disputée       | Non disputée              | Non disputée |
| 28e      | 2021             | Le Caire              | Zamalek SC         | Al Ahly                   | 28-27        |
| 29e      | 2022             | Niamey                | Al Ahly            | Zamalek SC                | 32-31        |
| 30e      | 2023             | Le Caire              | Al Ahly            | Zamalek SC                | 27-24        |
| 31e (en) | 2024             | Oran                  | Al Ahly            | Zamalek SC                | 23-21        |
| 32e      | 2025             | Le Caire              | Al Ahly            | ES Tunis                  | 24-15        |

## Bilans

### Par pays
| Rang | Pays     | Finales | Finales | Finales |
| Rang | Pays     | Gagnées | Perdues | Total   |
| ---- | -------- | ------- | ------- | ------- |
| 1    | Égypte   | 13      | 10      | 23      |
| 2    | Algérie  | 9       | 3       | 12      |
| 3    | Tunisie  | 4       | 7       | 11      |
| 4    | Cameroun | 1       | 4       | 5       |
| 5    | Angola   | 1       | 0       | 1       |
| 6    | Sénégal  | 0       | 1       | 1       |
| 6    | Gabon    | 0       | 1       | 1       |
| 6    | Algérie  | 0       | 1       | 1       |

### Par club
| Rang | Club               | Pays     | Finales | Finales | Finales |
| Rang | Club               | Pays     | Gagnées | Perdues | Total   |
| ---- | ------------------ | -------- | ------- | ------- | ------- |
| 1    | MC Alger           | Algérie  | 9       | 2       | 11      |
| 2    | Zamalek            | Égypte   | 7       | 5       | 12      |
| 3    | Al Ahly            | Égypte   | 6       | 5       | 11      |
| 4    | ES Tunis           | Tunisie  | 2       | 3       | 5       |
| 5    | Club africain      | Tunisie  | 1       | 3       | 4       |
| 6    | FAP Yaoundé        | Cameroun | 1       | 2 ou 3  | 3 ou 4  |
| 7    | ES Sahel           | Tunisie  | 1       | 1       | 2       |
| 8    | Primeiro de Agosto | Angola   | 1       | 0       | 1       |
| 9    | Minuh de Yaoundé   | Cameroun | 0       | 1 ou 2  | 1 ou 2  |
| 10   | Sélection de Dakar | Sénégal  | 0       | 1       | 1       |
| 10   | Petrosports        | Gabon    | 0       | 1       | 1       |
| 10   | MM Batna           | Algérie  | 0       | 1       | 1       |

## Résultats détaillés

### Supercoupe 1994
La première édition a lieu le 8 juin 1994 à Dakar au Sénégal.
Elle est censée opposer le club égyptien d'Al Ahly, vainqueur de la Coupe des clubs champions, au club algérien du MC Alger, vainqueur de la Coupe des vainqueurs de coupe.
Mais le club cairote a refusé de jouer la finale et a été remplacé par une sélection de joueurs de Dakar, ville-hôte de la compétition.
Le MC Alger s'impose 22 à 18 et remporte ainsi la première édition de la compétition,.
L'effectif du MC Alger, entrainé par Kamel Akkeb, était notamment composé de Redouane Aouachria, Redouane Saïdi, Salim Abes, Mahmoud Bouanik et Brahim Boudrali

### Supercoupe 1995
La deuxième édition a lieu le dimanche 9 juillet 1995 à Brazzaville en République du Congo.
La finale aurait dû opposer le club égyptien d'Al Ahly, vainqueur de la Coupe des clubs champions 1994 au club algérien MC Alger, vainqueur de la Coupe des vainqueurs de coupe 1994. Pour une raison inconnu, Al Ahly est remplacé par le finaliste, le club gabonais du Petrosport.
Le MC Alger s'impose 24 à 19 (mi-temps 11-9) face au Petrosport,.
L'effectif du MC Alger, entrainé par Kamel Akkeb et Djaffar Belhocine (DTS), était composé de Samir Helal (GB), Toufik Hakem (GB), Omar Azeb, Salim Chetouhi, Yazid Akchiche, Redouane Saïdi, Sofiane Lamali, Abdelghani Loukil, Réda Zeguili, Hamid Labraoui, Adel Amrani, Toufik Zeghdoud, Rabah Graïche.

### Supercoupe 1996
La troisième édition a lieu le vendredi 7 juin 1996 à 18h00 dans la Salle Harcha Hassan à Alger.
Elle oppose le club algérien du MM Batna, vainqueur de la Coupe des clubs champions 1995, à un autre club algérien, le MC Alger, vainqueur de la Coupe des vainqueurs de coupe 1995.
Devant une affluence moyenne, c'est le MC Alger qui s'impose 18 à 16,.
Les effectifs des deux équipes étaient :
- MC Alger[2] :  Toufik Hakem (GB), Samir Helal (GB), Adel Amrani, Réda Zeguili, Samir Yesli, Sid Ali Guiti, Rabah Graïche, Karim Yala, Hamid Labraoui, Yazid Akchiche, Tahar Labane, Salim Chetouhi, Said Hadef. Entraineur : Kamel Akkeb.
- MM Batna : Mohamed Hachemi, Mohamed Lamine Dilekh, Kheireddine Chikhi, Fethnour Lacheheb, Ali El Hassi, Riad Toubi, Mohamed Bouziane, Redouane Saïdi, Amar Bedboudi, Lamri Kourichi, Lahouari Mellouk, Abdelmalek Samai, Khaled Mehira, Mabrouk Messaoudi, Fouzi Douadji, Amar Bensayeh, Achref Hayoun. Entraineur : Noureddine Djebaili.

### Supercoupe 1997
La quatrième édition a lieu le 15 juin 1997 à Kano au Nigeria.
Le club algérien MC Alger, avec notamment Abdérazak Hamad, s'impose 26 à 17 face au club camerounais du FAP Yaoundé.

### Supercoupe 1998
La cinquième édition a lieu le vendredi 10 décembre 1998 à Niamey au Niger.
Le club algérien MC Alger s'impose 28 à 20 face au club camerounais du Minuh de Yaoundé, ou au FAP Yaoundé.
L'effectif du MC Alger, entrainé par Omar Azeb et Djaffar Belhocine (DTS), était notamment composé de Toufik Hakem (GB), de Rabah Graïche et de Abdérazak Hamad.

### Supercoupe 1999
La sixième édition a lieu le vendredi 16 décembre 1999 à Cotonou au Bénin.
Le club algérien MC Alger s'impose 22 à 15 (mi-temps 11-4) face au club local des Pélicans Cotonou,.
L'effectif du MC Alger, entrainé par Réda Zeguili et Karim Djemaâ (adjoint), était composé de Samir Helal (GB), Mohamed Gaga (GB), Tahar Labane, Yazid Akchiche, Toufik Zeghdoud, El Hadi Biloum, Abdérazak Hamad, Belgacem Filah Mohamed Rebahi, Saïd Hadef, Rabah Graïche  Abderrahmane Ketir, Saïd Bourenane, Hamadi Zendri.

### Supercoupe 2004
La Supercoupe d'Afrique 2004 oppose en match aller-retour le vainqueur de la Coupe des clubs Champions, le MC Alger, et le vainqueur de la Coupe des vainqueurs de coupe, l'ES Tunis. Un tirage au sort a déterminé que le match aller serait joué à Tunis le 18 octobre 2004 et le retour une semaine plus tard à Alger.
La finale aller, finalement disputée le mercredi 28 octobre 2004 dans le Palais des sports d'El Menzah de Tunis, a vu l'ES Tunis s'imposer 31 à 27 face au MC Alger. Abdérazak Hamad a notamment marqué 16 buts côté algérois
La finale retour, finalement disputée le mardi 3 novembre 2004 à 21h30 dans la Salle Harcha Hassan d'Alger, a été remportée par le MC Alger 18 à 13 (mi-temps 10-5), :
- MC Alger : Khaled Ghoumal (GB), Abdelghani Loukil (3), Belgacem Filah (2), El Hadi Biloum (6), Abdérazak Hamad (3) Hasni, Zeghdoud (2), Toum (1), Rabah Graiche (1), Rebahi, Yahia. Entraîneurs : Djaffar Belhocine et Reda Zeguili
- ES Tunis : Wassim Helal (GB), Makram Jerou (1), Hatem Haraket (2), Wissem Hmam (6), Houssam Hmam (2), Benabdellah, Mahmoud Gharbi (1), Daly (1), Tordjmane, Tajouri, Jaleleddine Touati, Chahed. Entraîneur : Sayed Ayari.
- Arbitres : Yasser Salem et Hacène Ali (Égypte)

Le MC Alger remporte la compétition sur un score total de 45 à 44.

### Supercoupe 2005
La finale aller a eu lieu le lundi 10 octobre 2005 dans la Palais des sports d'El Menzah de Tunis :
- Club africain (27) : Hamdi Missaoui (1 arrêt), Moez Bahri (11 arrêts), Idriss Idrissi, A. Madi 8 buts, Gandoura et Maher Kraiem 5 buts, Hitana 4 buts, Bouzgarrou 2 buts, B. Ammar, Aymen Hammed et Ante 1 but, B. Hassine, Mahmoudi, Ajroudi.
- MC Alger (33) : Samir Helal (1 MT, 6 arrêts), Slahdji (2e M.T., 6 arrêts), Abdérazak Hamad 11 buts, Chahbour 8 buts, Loukil, Zeraieb 4 buts, Rebahi 2 buts, Boudrali, Bourenane, Yazid Akchiche, Rabah Graïche 1 but, Yahia, Hasni, Toum.

La finale retour a eu lieu le lundi 17 octobre 2005 dans la Salle Harcha-Hacène d'Alger :
- MC Alger (22) : Hellal, Slahdji, Loukil (1), Hasni (1), Zerabib (4), Akchiche (-) Toum (-) Hammad (2), Boudrali (1), Bourenane (1), Zeghdoud (-), Rebbahi (3) Graiche (2) Yahia (4), Chahbour (3), Bouabderrazaki. Entraineurs : Réda Zeguili et Djaafar Belhocine
- Club africain (23) :Bahri, Missaoui, Ben Ammar (-), Madi (1), Aymen Hammed (5), Gandoura (7), Maher Kraiem (2), Hitana (-), Ontey Kokrika (5), Adjroudi (-), Messaoudi (3). Entraîneur : Hafed Zouabi

Le MC Alger remporte la compétition sur un score total de 55 à 50.

### Supercoupe 2006
La finale aller a eu lieu le jeudi 23 mars 2006 à 15h00 dans la Salle Harcha Hassan à Alger, :
- MC Alger (20) : Selhadj (GB), Hellal (GB), Loukil, Chahbour, Zerabib, Hasni, Akchiche, Boudrali, Rebahi, Hadef, Hamad, Bouregnane, Yahia, Abderazak. Entraîneurs : Zeguili et Belhocine
- Club africain  (16) : Hamada Naguib (GB), Messaoudi, Hitana, Aymen Hammed, Lagha, Maher Kraiem, Bendjebara, Kokrika Ante, Adroudi, Madi Ali, Abdellah Mohsen, Missaoui. Entraîneur : Zouabi Hafed

La finale retour a eu lieu le samedi 1er avril 2006 à 16h00, Salle Chérif-Bellamine, Tunis :
- Club africain (21) : Hamada Nakib (GB) Entraineur : Hafedh Zouabi.
- MC Alger (21) : ?

Le MC Alger remporte la compétition sur un score total de 41 à 37.

### Supercoupe 2025
La trente-deuxième édition a lieu les 12 et 13 mai 2025 au Caire en Égypte avec quatre clubs.
Le club égyptien d'Al Ahly a écarté en demi-finales ses compatriotes du Zamalek SC (31-27) avant de battre en finale l'ES Tunis (24-15). C'est le quatrième titre consécutif et le sixièe de l'histoire du club cairote. Dans le match pour la troisième place, le Zamalek SC a dominé (41-20) le club marocain du Mountada Derb Sultan.